# Skytte af Duderhof
Skytte af Duderhof (även: Duderhoff) var en svensk, numera utdöd, adelsätt.
Ätten hade gemensamt ursprung med ätten Skytte af Sätra i det att samtliga dessas anfader var borgmästaren i Nyköping Bengt Nilsson Skräddare (död efter 1603). En av dennes söner, sedermera riksrådet och generalguvernören i Livland Johan Bengtsson Schroderus (död 1645), adlades 1602 och tog därvid namnet Skytte. Han upphöjdes 1624 till friherre med namntillägget af Duderhof efter sitt därvid erhållna friherredöme. Vid Riddarhusets inrättande 1625 introducerades ätten Skytte af Duderhof under ättenummer 8.
Ätten utslocknade på svärdssidan 1683 med Johan Skytte af Duderhofs son, riksrådet och landshövdingen med mera Bengt Skytte af Duderhof (1614-83), och på spinnsidan med dennes dotter Maria, gift Banér (död 1707).